# Kathy Ireland
Kathleen Marie Ireland, más conocida como Kathy Ireland (nacida en Glendale, California, el 20 de marzo de 1963) es una antigua modelo, actriz, directora ejecutiva y diseñadora de su epónima marca de marketing, Kathy Ireland Worldwide.

## Biografía
Ireland nació en Glendale, California, es hija de John Ireland, líder sindical, y Barbara Ireland, quien trabaja en voluntariado. A los 17 años, un agente de Elite Model Management la descubrió, al mismo tiempo, se graduó en el instituto, más tarde trabajaría como modelo.

### Sports Illustrated

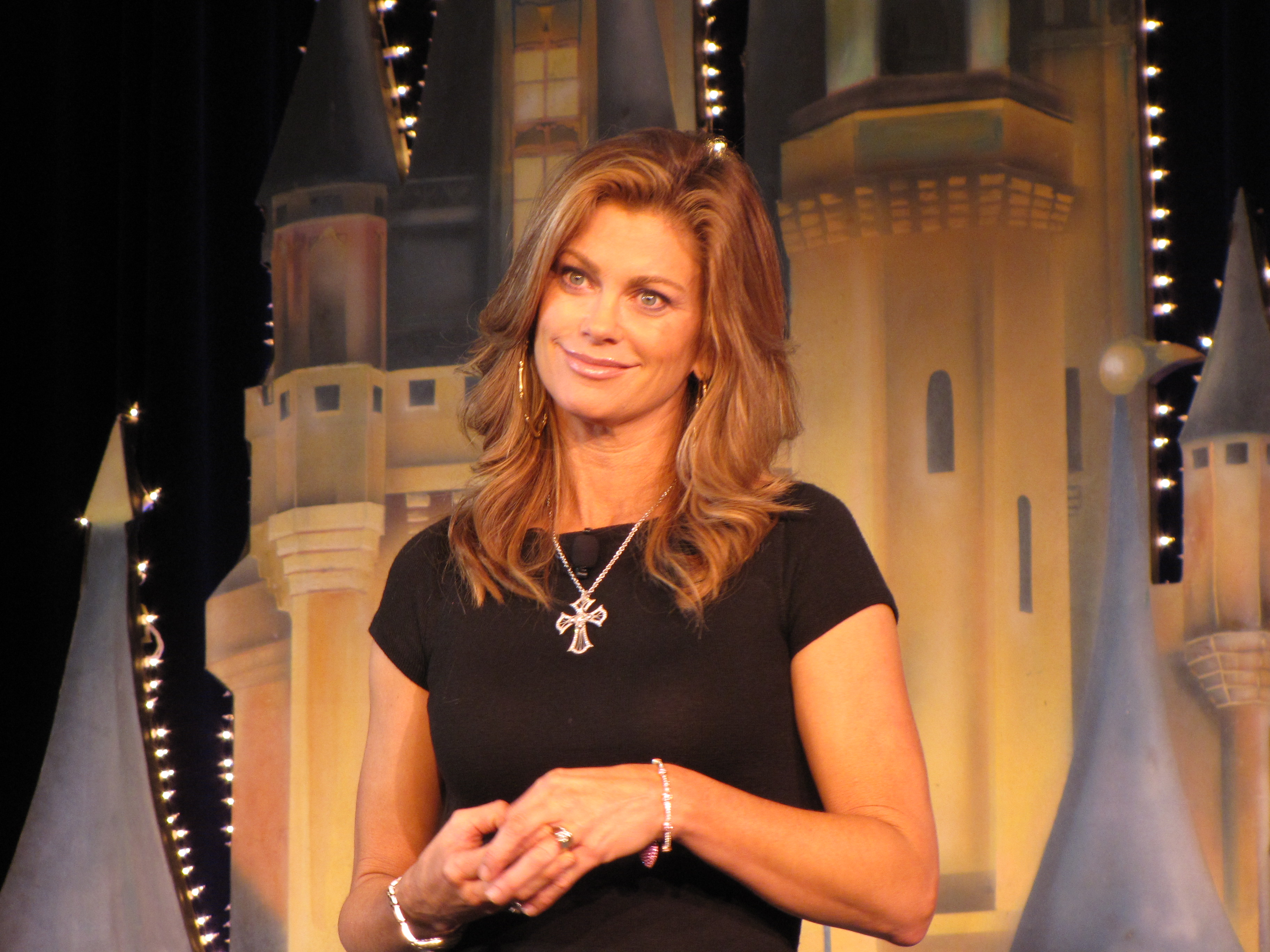
Kathy Ireland en 2010.

Comenzó su carrera en 1984, Ireland apareció en el anual Swimsuit Issue 13 años consecutivos hasta 1996, de los cuales, tres años en portada, Ireland repitió el mismo número de portadas al igual que Christie Brinkley y Cheryl Tiegs siendo tan solo superada por Elle Macpherson con seis o más portadas. Ireland fue portada por primera vez en el 25º aniversario de la revista, que se convirtió en el número de Sports Illustrated dedicado a trajes de baño más vendido hasta la fecha. Repitió portada en 1992 y 1994. En su tercera aparición, salió acompañada por Rachel Hunter y Elle Macpherson; entonces, tanto Hunter como Ireland estaban embarazadas.

### Actriz
Ireland realizó un gran número de papeles televisivos y en las grandes pantallas. En 1988, hizo su debut en el cine con Alien from L.A., más tarde aparecería durante la quinta temporada en la serie Mystery Science Theater 3000. También hizo aparición en Melrose Place, Mr. Destiny, Side Out, National Lampoon's Loaded Weapon 1 (junto a William Shatner), Once Upon A Christmas, Twice Upon A Christmas, Mom and Dad Save the World y Necessary Roughness.

### Empresaria

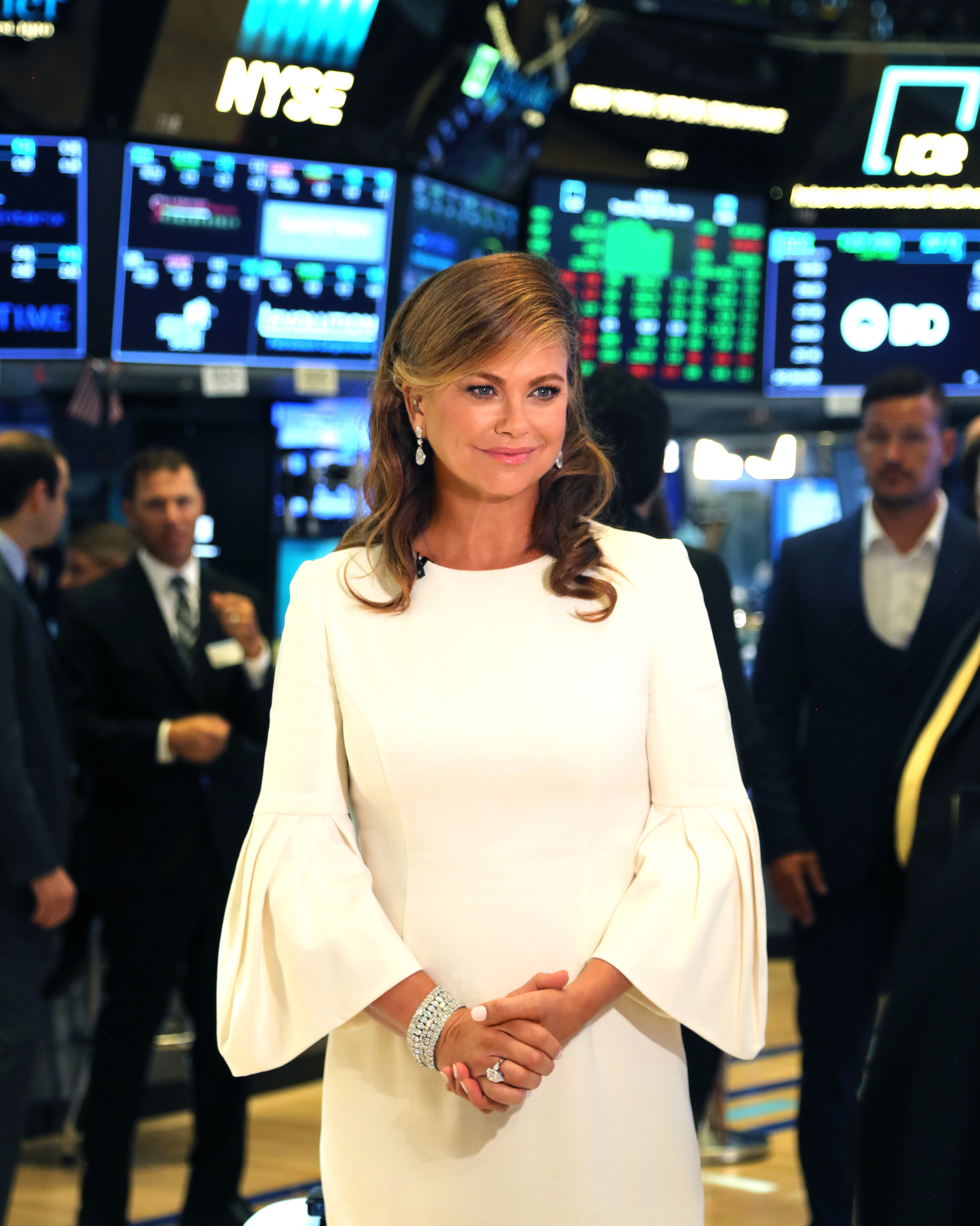
Kathy Ireland en 2018.

En 1993, Ireland puso su nombre a una marca de calcetines. Después de que dieran su visto bueno a un best-seller para Kmart, el minorista le dio su propia línea de ropa. Fundó Kathy Ireland Worldwide (KIWW), un producto comercial de marketing de su compañía en la que ella mantiene un gran interés en su compañía. En 2004, comercializó productos de 16 manufacturas, incluyendo algunas de Standard Furniture. Ireland firmó con Kmart un contrato en exclusiva a largo término hasta 2003, después de que la compañía contratase con 200 compañías de niveles medios para encargarse de las distribuciones.
En 2005, los productos de KIWW se vendieron en aproximadamente 50.000 localidades de 15 países generando ganancias de 1,4 billones de dólares en ventas. La cuota anual [de ingresos] de Ireland se piensa que es de unos 10 millones de dólares, lo cual ha movido a la revista Forbes a denominarla "prototipo de modelo convertida en magnate," en un artículo sobre la tendencia de las modelpreneurs.
Desde 1994, ha publicado varios vídeos de fitness.

### Bibliografía

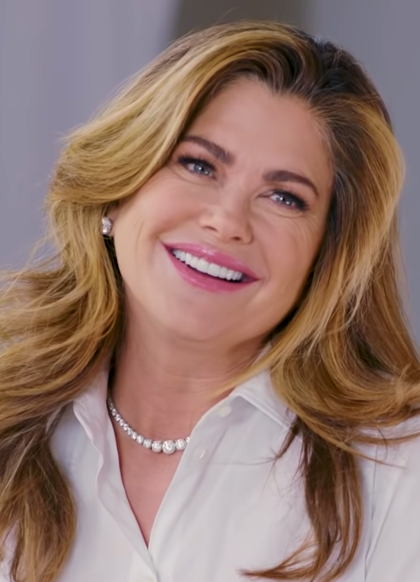
Kathy Ireland en el año 2020.

### Vida personal
Ireland se volvió cristiana a los 18 años después de leer la Biblia por curiosidad. Declaró que aquello le hizo cambiar su postura sobre el aborto al activismo provida después de consultar los libros de medicina de su marido.
Ireland dio un discurso en la cuarta Asamblea de las juventudes en las oficinas de las Naciones Unidas en agosto de 2007 con el propósito de organizar actividades entre la población joven que viva bajo el umbral de la pobreza. Ireland habló sobre el espíritu emprendedor social y las sociedades financieras.
En mayo de 2009, ella y su familia fueron evacuados de dos casas en peligro por un incendio cerca de Santa Bárbara, California: una de ellas fue la casa de sus padres y la otra donde ella residía con su familia.
En el mismo año, apareció en el programa de Larry King para hablar de su peso y salud. En 25 años, ella ganó un kilo por año durante 25 años y la acumulación se hizo más obvia en ella. Ireland dijo en una entrevista "el peso es el síntoma de que algo necesita cambiar en tu vida".
Participó en la novena temporada de Dancing with the Stars siendo eliminada en el segundo programa.